# Siluety (album)
Siluety je studiové album skupiny DG 307. Album původně vyšlo vlastním nákladem v roce 1998 a v roce 2001 ho potom v reedici vydalo vydavatelství Guerilla Records. Nahrávání alba probíhalo ve studiu COX v Praze.

## Seznam skladeb
Autorem všech textů je Pavel Zajíček, hudbu složila skupina DG 307.
| Pořadí | Název                            | Délka |
| ------ | -------------------------------- | ----- |
| 1.     | Tango                            | 2:34  |
| 2.     | Siluety letících ptáků           | 4:54  |
| 3.     | A co?                            | 3:47  |
| 4.     | Podivný místa                    | 3:35  |
| 5.     | Valčík                           | 2:36  |
| 6.     | Sedm perel                       | 2:38  |
| 7.     | Tyger                            | 3:15  |
| 8.     | Rozlitý vody nelze sesbírat      | 9:17  |
| 9.     | Popeleční středa                 | 3:00  |
| 10.    | Zabil Kain Ábela nebo Ábel Kaina | 2:52  |
| 11.    | Ukolébavka                       | 5:23  |

## Obsazení
- Pavel Zajíček – zpěv, harmonium
- Eva Turnová – baskytara, zpěv
- Otakar „Alfréd“ Michl – kytara
- Pavel Cigánek – housle, kytara, hlas, zuby
- Antonín Korb – bicí, tympány, hlas
- Tomáš Schilla – violoncello